# Hayat Şarkısı
 (avril 2018).
Si vous disposez d'ouvrages ou d'articles de référence ou si vous connaissez des sites web de qualité traitant du thème abordé ici, merci de compléter l'article en donnant les références utiles à sa vérifiabilité et en les liant à la section « Notes et références ».
Hayat Şarkısı (littéralement Une chanson de vie) est une série télévisée turque en 57 épisodes de 120 minutes produite par Most Production et diffusée du 2 février 2016 au 6 juin 2017 sur Kanal D.
Il s'agit d'une adaptation du drame coréen Flames of Desire, diffusé de 2010 à 2011.
Cette série est inédite dans tous les pays francophones.

## Synopsis
C'est l’histoire de Bayram (Ahmet Mumtaz Taylan) et Salih des amis d’enfance qui se font la promesse que plus tard ils marieront leurs enfants Melek (Ecem Ozkaya) et Kerem (Birkan Sokullu) ensemble.
Bayram, père de deux enfants, vit à Istanbul. Il est un homme d’affaires fortuné qui, malgré le temps passé, n’a pas oublié sa promesse. Le jour où son jeune fils Kerem doit être diplômé de l’université, il va retrouver son ami Salih. Salih, père de deux filles, n’a lui non plus pas oublié la promesse et attend la visite de Bayram. Les deux pères se retrouvent et confirment la décision du mariage de leurs enfants. Mais Melek et Kerem ont eu une vie complètement différente. Les jeunes trouvent une solution pour éviter ce mariage forcé. Mais ils n’ont pas pris en compte les plans de Hulya (Burcu Biricik).
Dans un effort pour retrouver l'amitié et régler une dette avec Salih, Bayram engage son fils Kerim avec Melek, fille de Salih. Les enfants sont élevés dans différentes villes jusqu'à ce qu'ils soient assez vieux pour se marier, mais l'engagement prendra fin en raison des tétras de Hülya, la plus jeune fille de Salih et qui a voulu épouser Kerim depuis son enfance. La fille atteindra son but, même si tout ne se passera pas comme prévu.

## Distribution
- Burcu Biricik : Hülya Çamoğlu Cevher
- Birkan Sokullu (tr) : Kerim Cevher
- Ahmet Mümtaz Taylan (tr) : Bayram Cevher
- Tayanç Ayaydın (tr) : Hüseyin Cevher
- Ecem Özkaya (tr) : Melek Çamoğlu
- Seray Gözler (tr) : Süheyla Cevher
- Deniz Hamzaoğlu (tr) : Kaya
- Pelin Öztekin (tr) : Zeynep Namıkoğlu Cevher
- Olgun Toker (tr) : Mahir Duru
- Almila Bagriacik : Filiz Namlı
- Aydan Taş (tr) : Nilay
- Recep Güneysu : Cem Darende
- Deniz Altan : Bade Cevher
- Filiz Kılıç : Mehtap
- Serap Önder : Aysel
- Pınar Hamzaoğlu comme:Ceylan
- İdil Kaya : Ceren Cevher
- Ahmet Saraçoğlu (tr) : Salih Çamoğlu
- Özlem Türay (tr) : Emine Çamoğlu
- Gamze Demirbilek : Hatice Cevher
- Osman Alkaş (tr) : Müfit Namıkoğlu
- Beste Kökdemir : Melisa Tosunbaş
- Pamir Pekin (tr) : Hazer Tosunbaş
- Filiz Ahmet (tr) : Nurgül
- Zeynep Köse : Burçin
- Ayça Varlier: Mahsa tosunbaş
- Ayhan Kızılsu : Atıf
- Poyraz Rüzgâr Turan : Mehmet Cevher
- Ezgi Tombul :
- Melike İpek Yalova : Suzi
- Melisa Sözen : İpek Tosunbaş
- Sibel Melek Arat : Hülya (fille)
- Taha Yusuf Tan : Kerim (enfant)
- Aden Duru Orak : Melek (fille)
- Elif Sevinç : Nilay (fille)
- Fırat Can Aydın : Kaya (garçon)